# Rohat Ağca
Rohat Ağca (Almelo, 3 september 2001) is een Nederlands-Turks voetballer die als middenvelder voor Heracles Almelo speelde.

## Carrière
Rohat Ağca speelde in de jeugd van Oranje Nassau Almelo en in de gezamenlijke jeugdopleiding van FC Twente en Heracles Almelo. In 2018 speelde hij eenmaal voor Jong FC Twente in de Derde divisie Zaterdag, in de met 1-3 verloren thuiswedstrijd tegen SVV Scheveningen waarin hij kort inviel. In 2020 tekende hij een contract bij Heracles Almelo tot medio 2022 met een optie voor een extra seizoen. Hij debuteerde voor Heracles in de Eredivisie op 13 september 2020 in de met 2-0 gewonnen thuiswedstrijd tegen ADO Den Haag. Hij kwam in de 89e minuut in het veld voor Teun Bijleveld.
In de zomer van 2022 maakte Heracles bekend dat ze het aflopende contract van Ağca niet zouden verlengen. Na een half jaar clubloos geweest te zijn besloot Ağca zich te binden aan de Duitse voetbalclub SpVgg Verden dat uitkomt in de Duitse Oberliga Westfalen, het vijfde niveau van Duitsland. Medio 2023 verkaste hij naar Turkije, waar hij ging spelen bij Yeni Mersin İdmanyurdu op het derde niveau.

## Clubstatistieken
| Seizoen                     | Club                   | Land           | Competitie         | Competitie | Competitie | Beker | Beker | Totaal | Totaal |
| Seizoen                     | Club                   | Land           | Competitie         | Wed.       | Dlp.       | Wed.  | Dlp.  | Wed.   | Dlp.   |
| --------------------------- | ---------------------- | -------------- | ------------------ | ---------- | ---------- | ----- | ----- | ------ | ------ |
| 2017/18                     | Jong FC Twente         | Nederland      | Derde divisie Zat. | 1          | 0          | –     | –     | 1      | 0      |
| 2020/21                     | Heracles Almelo        | Nederland      | Eredivisie         | 4          | 0          | 0     | 0     | 4      | 0      |
| 2021/22                     | Heracles Almelo        | Nederland      | Eredivisie         | 0          | 0          | 1     | 0     | 1      | 0      |
| 2022/23                     | SpVgg Verden           | Duitsland      | Oberliga Westfalen | 15         | 3          | 0     | 0     | 15     | 3      |
| 2023/24                     | Yeni Mersin İdmanyurdu | Turkije        | TFF 2. Lig         | 16         | 0          | 1     | 0     | 17     | 0      |
| 2024/25                     | Yeni Mersin İdmanyurdu | Turkije        | TFF 2. Lig         | 14         | 1          | 1     | 0     | 15     | 1      |
| Carrièretotaal              | Carrièretotaal         | Carrièretotaal | Carrièretotaal     | 50         | 4          | 2     | 0     | 53     | 4      |
| Bijgewerkt op 23 maart 2025 |                        |                |                    |            |            |       |       |        |        |